# Martyrs de Gorcum

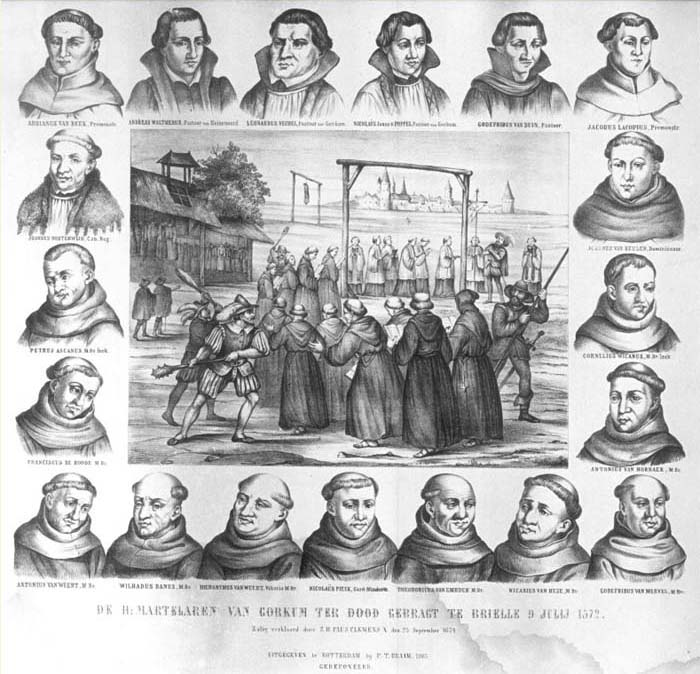
Les 19 Martyrs de Gorcum

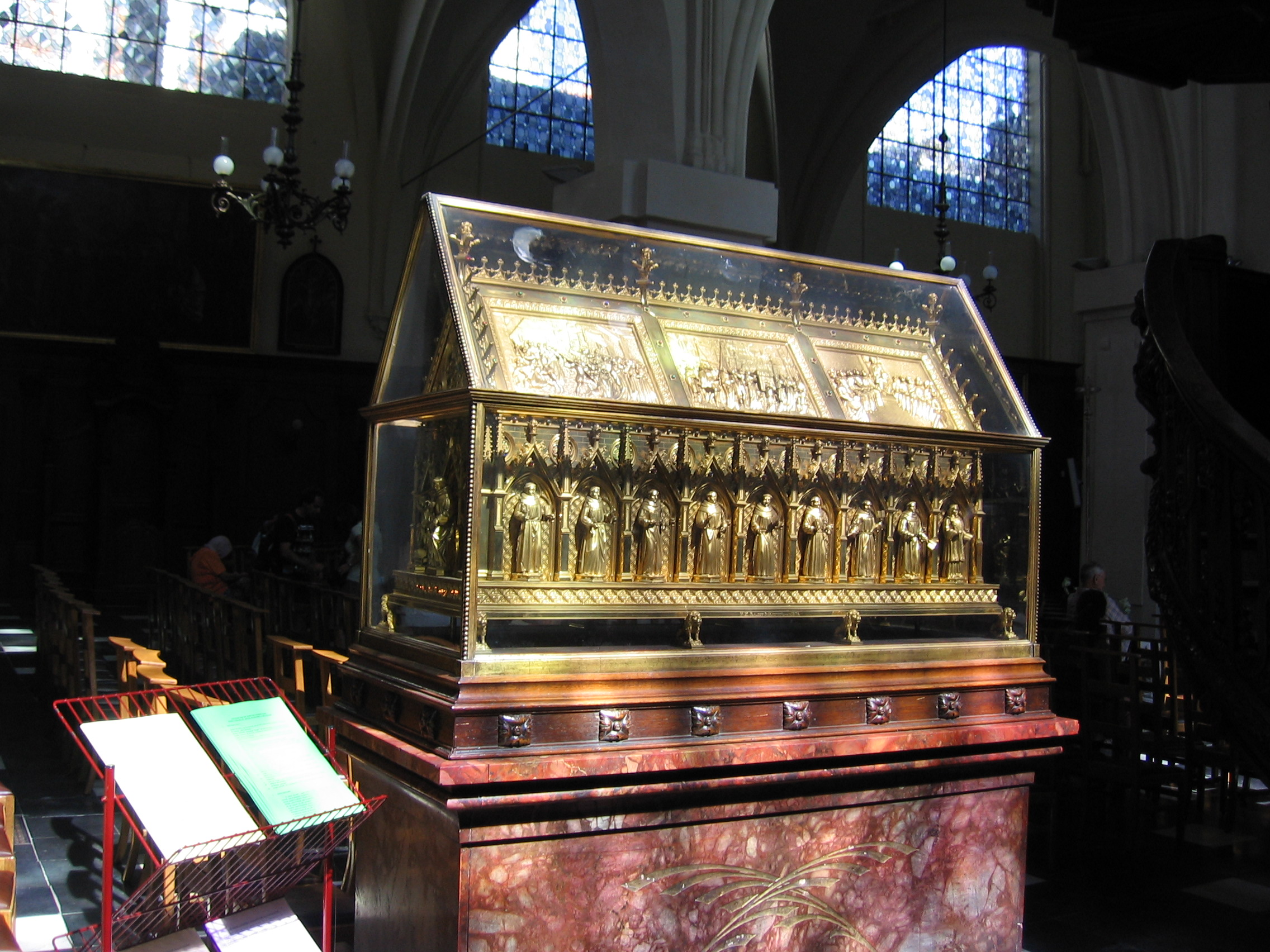
Châsse des reliques de Gorcum

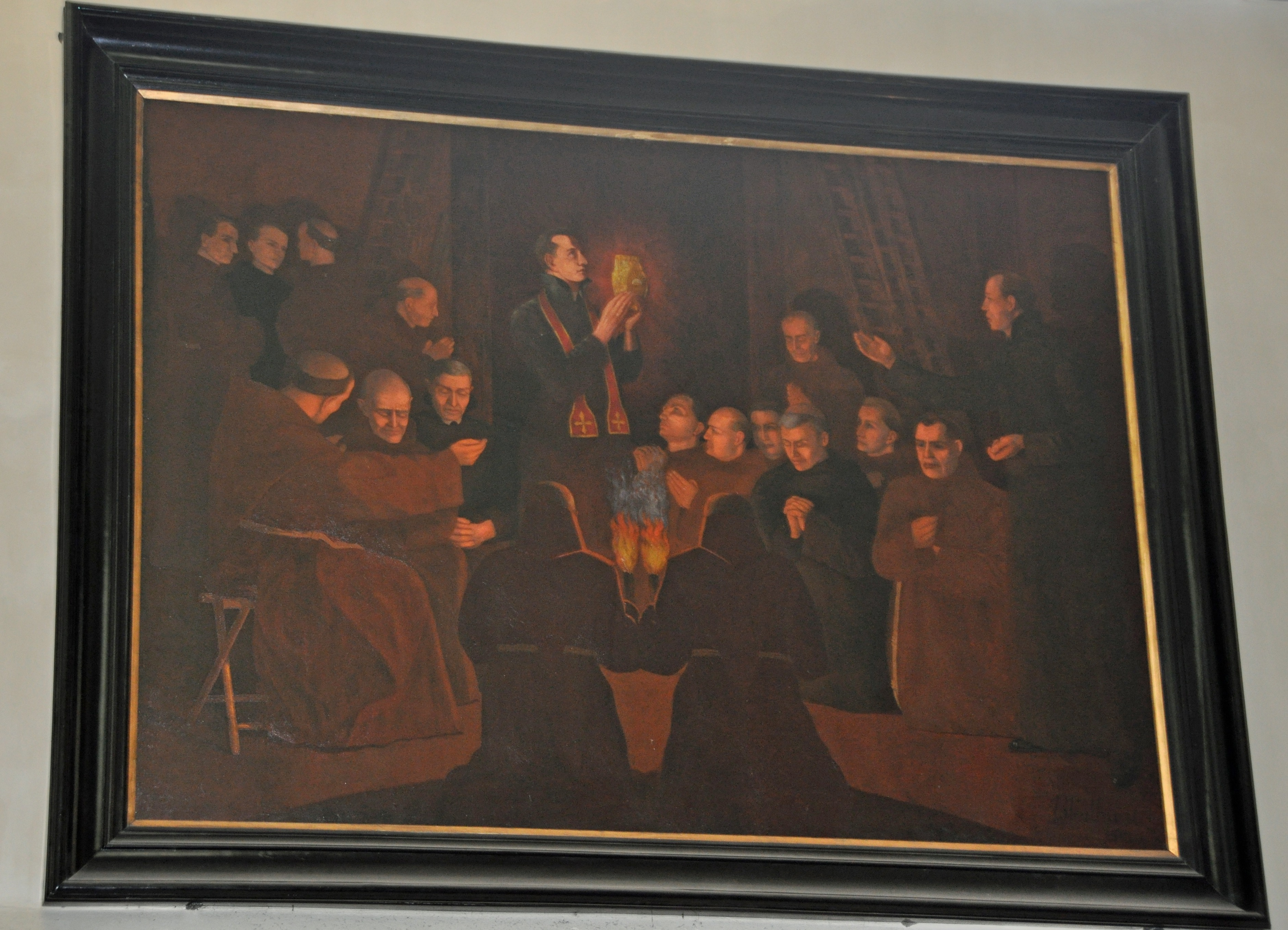
Tableau représentant la dernière communion des martyrs de Gorcum. Cette œuvre de Stallaert est exposée en face de la châsse.

Les Saints Martyrs de Gorcum sont un groupe de fidèles qui ont souffert le martyre pour la foi catholique près de la ville néerlandaise de La Brielle (ou Den Briel). Ils étaient pour la plupart religieux dans la ville néerlandaise de Gorinchem, ou Gorcum. Ce sont dix-neuf martyrs, quatre prêtres séculiers, quatorze religieux franciscains et un laïc converti qui ont tous été pendus à Brielle (Pays-Bas) en 1572 par les Gueux de mer conduits par le Liégeois Guillaume II de La Marck, seigneur de Lummen, après avoir subi sévices et mutilations.
Plusieurs de ces religieux étaient originaires du diocèse de Malines, ainsi : Nicolas Janssen, Godefroid Coart, François de Roye, Pierre d’Asse et Jacques La Coupe.

## Histoire
Durant la révolte des Gueux, les Gueux de mer, des partisans du prince d'Orange, chassés d'Angleterre quelques jours auparavant, prirent, par un chanceux concours de circonstances, le petit port de La Brielle le premier avril 1572. Ce fut le début des succès du soulèvement des provinces du Nord contre le roi d'Espagne. Dès le 26 juin 1572, les Gueux prirent la ville de Gorcum, ou Gorcom (Gorinchem). Bien que les Gueux aient promis, solennellement et sous serment, la vie sauve aux moines du couvent, réfugiés sous la direction du Père Nicolas Pieck dans la forteresse, les moines et le drossart Gaspar de Turck qui les défendait, furent immédiatement jetés en prison. Les dix-sept prêtres, séculiers et réguliers, ainsi que deux frères laïcs, furent injuriés, menacés et torturés. Le 6 juillet, en pleine nuit, ils furent envoyés à La Brielle où ils furent à nouveau maltraité, injuriés et donnés en spectacle à la populace. Interrogé par Guillaume de La Marck, baron de Lumey, qui était le chef des Gueux de mer, les moines réclamèrent pour eux aussi cette liberté de conscience que les luthériens et calvinistes réclamaient pour eux-mêmes. Sur un ordre de Lumey donné dans un accès de rage dont il était coutumier, ils furent pendus dans la nuit du 8 au 9 juillet 1572, près de La Brielle, à une poutre d'une grange à tourbe de l'ancien couvent Sainte-Elisabeth ten Rugge. Leurs corps furent ensuite mutilés.
Les reliques des martyrs, ramenées à Bruxelles par le père André de Soto durant la trêve de Douze Ans, se trouvent dans une châsse déposée dans l'église Saint-Nicolas, de la rue au Beurre à Bruxelles. Le 14 novembre 1675, les Martyrs furent béatifiés. Le 29 juin 1867, le pape Pie IX les a admis dans le martyrologe romain officiel, la liste des saints martyrs, après les avoir canonisés sur la place Saint-Pierre.
La commémoration de leur martyre a lieu le 9 juillet.
En 1972, le cardinal Alfrink, la ministre Marga Klompé et la reine Juliana ont commémoré officiellement l'assassinat et le martyre des Saints Martyrs. Lors du rétablissement de la province néerlandaise des Frères Mineurs Franciscains (O.F.M.) en 1853, les Saints Martyrs de Gorcum furent désignés comme saint patron.
Dans son Historia martyrum Gorcomiensium, publié à Douai en 1603, Guillaume Estius évoque les Martyrs de Gorcum, auxquels il est personnellement lié : il était en effet le neveu de Nicolas Pieck, qui trouva la mort lors du massacre de la nuit des 8 au 9 juillet 1572.
Le grand écrivain Charles De Coster, dans son roman La Légende d'Ulenspiegel, fait le récit de ces tragiques événements auquel assiste impuissant son héros Thyl Ulenspiegel.
Enfin, le plus jeune des Saints Martyrs, le Bruxellois Saint François Rodius, descendait des Lignages de Bruxelles par la famille lignagère van Hamme.

## Liste des 19 martyrs de Gorcum
1. Nicolas Pieck ° Gorcum, 1534 - † Brielle, 9 juillet 1572[3].
2. Nicaise van Heeze ° Heeze, 1522 - † Brielle, 9 juillet 1572[4]
3. Théodore van der Eem ° Amersfoort, 1499 - † Brielle, 9 juillet 1572.
4. Godefroid Coart de Melveren près de Tongres, 1512 - † Brielle, 9 juillet 1572[5].
5. Jérôme van Weert ° 1522 - † Brielle, 9 juillet 1572[6].
6. Antoine van Weert ° 1523 - † Brielle, 9 juillet 1572.
7. Antoine van Hoornaar ° Hoornaar - † Brielle, 9 juillet 1572.
8. Corneille van Wijk ° Wijck près d'Anvers, 1548 - † Brielle, 9 juillet 1572.
9. Pierre Van der Slaghmolen, d'Asse ° Asse, 1530 - † Brielle, 9 juillet 1572[7].
10. Willehald de Deen ° Danemark, 1482 - † Brielle, 9 juillet 1572[8].
11. François de Roye[9] ° Bruxelles, 1549 - † Brielle, 9 juillet 1572[10].
12. Léonard van Veghel ° Bois-le-Duc, 1527 - † Brielle, 9 juillet 1572, curé de Gorcum[11].
13. André Wouters ° 1542 - † Brielle, 9 juillet 1572, curé de Heinenoord[12].
14. Godefroid van Duynen ° Gorcum, 1502 - † Brielle, 9 juillet 1572, prêtre séculier [13].
15. Jacques Lacops ou La Coupe ou encore de la Coupe ° Audenarde, 1541 - † Brielle, 9 juillet 1572, Prémontré, vicaire de Monster[14].
16. Adrien van Hilvarenbeek, dont le nom véritable était Adrianus Joannes Beek, soit Adriaen Janssen van Hilvarenbeek ° Hilvarenbeek, 1528 - † Brielle, 9 juillet 1572, Prémontré, vicaire de Monster [15].
17. Jean Lenaerts d'Oosterwijk ° 1504 - † Brielle, 9 juillet 1572, Chanoine régulier de Saint-Augustin [16].
18. Jean de Cologne (en), † Brielle, 9 juillet 1572, Dominicain, curé de Hoornaar.
19. Nicolas Janssen, de Weelde, 1532 - † Brielle, 9 juillet 1572[17].

## Vénération
L'église Saint-Nicolas abrite une magnifique châsse fabriquée en 1868 qui contient des reliques des martyrs de Gorcum offertes à cette église en 1867.
- Béatifiés le 14 novembre 1675 par le Pape Clément X.
- Décret apostolique du 6 janvier 1865 déclarant qu'on "pouvait, en toute sécurité, procéder à la canonisation de ces bienheureux martyrs"[18].
- Canonisés le 29 juin 1867 par le Pape Pie IX.

Des pèlerinages et des processions ont eu lieu pendant de nombreuses années à Brielle.

## Iconographie
Dans l'abbaye Saint Michel d'Anvers, bas-côté sud, figuraient quatre tableaux de Jan-Erasmus Quellin illustrant ce thème. L'édifice ayant été détruit en 1830, nous ne connaissons deux de ces œuvres grâce à deux dessins préparatoires de la collection Well-Blundel, Walker Art Gallery, Liverpool.